# Поносов, Фаддей Макарович
Фадде́й Мака́рович Поно́сов (1905 — ?) — советский хозяйственный, государственный и политический деятель.

## Биография
Родился в 1905 году в посёлке Мотовилихинского завода. Член ВКП(б) с 1931 года.
С 1918 года — на хозяйственной, общественной и политической работе. В 1918—1946 гг. — токарь, начальник рабочей смены Мотовилихинского завода, в РККА, помощник фрезеровщика, мастер Мотовилихинского завода, начальник фрезеровочной практики Молотовской школы фабрично-заводского ученичества, председатель Усинского райисполкома, председатель исполкома Свердловского городского совета, член Комиссии партийного контроля при ЦК ВКП(б) по Свердловской области, заведующий отделом пищевой промышленности Свердловского облисполкома.
Участник Великой Отечественной войны.
Избирался депутатом Верховного Совета СССР 1-го созыва. Воевал в годы Великой Отечественной войны в артиллерии, в апреле 1945 подполковник, зам. командира артполка по политчасти, он был награжден орденом Красного Знамени.